# Spiesia brevicaulis
Spiesia brevicaulis là một loài thực vật có hoa trong họ Đậu. Loài này được (Ledeb.) Kuntze miêu tả khoa học đầu tiên năm 1891.